# Unlocked (filme de 2017)
Unlocked (português: Conspiração Terrorista) é um filme de ação britânico-americano de 2017, dirigido por Michael Apted, escrito por Peter O'Brien e estrelado por Noomi Rapace, Orlando Bloom, Michael Douglas, John Malkovich e Toni Collette. Foi lançado no Reino Unido em 5 de maio de 2017 pela Lionsgate.